# Arco de Trajano (Roma)
O Arco de Trajano foi um arco triunfal de Roma que, apesar de evidências literárias e numismáticas, não se sabe exatamente onde ficava e nem se foi de fato construído. Segundo o Curiosum et Notitia Urbis Romae, ele ficava na Regio I Porta Capena.

## História e descrição
Um arco construído em homenagem ao imperador Trajano foi decretado pelo Senado em 117. Durante o século XIX, os historiadores formularam várias hipóteses a respeito de sua localização, que ficava provavelmente no centro do próprio Fórum de Trajano, seja como uma entrada triunfal a partir do vizinho Fórum de Augusto, seja como uma estrutura independente.
De fato, existe um áureo com uma representação de um arco com uma única passagem com uma carruagem triunfal imperial no topo, dividido verticalmente em cinco seções divididas por seis colunas; dos lados da passagem central estão dois nicho com tímpanos de cada lado, o que levou os historiadores a sugerirem que seria o local original das quatro estátuas dos escravos dácios atualmente no Arco de Constantino. Sobre os nichos estavam medalhões com retratos (imago clipeata). A carruagem triunfal era puxada por seis cavalos e flanqueada por personificações da Vitória.
É possível, porém, que esta imagem não seja de um arco, mas de um recinto no canto sul da praça (talvez os restos revelados nas recentes escavações por conta do Jubileu de 2000, que, por sua vez, não encontraram nenhum vestígio de um arco). Também pode ser que a entrada sul da praça tenha sido monumentalizada como um arco triunfal e depois efetivamente dedicada como um arco pelo Senado em homenagem a Trajano, possivelmente com o simples acréscimo de uma inscrição. Outras interpretações ainda são tema de debates, com várias hipóteses diferentes em discussão, especialmente sobre a aparência norte e sul da praça do Fórum de Trajano e também sobre a posição exata do Templo do Divino Trajano e Plotina, outro monumento cuja localização tradicional foi posta em questão pelas recentes escavações.

## Planimetria
| Planimetria dos fóruns imperiais de Roma |
| --- |
| Pórtico Curvo Pórtico Purpúreo Secretaria do Senado Plano de Mármore Templo da Via Sacra Biblioteca Vico Cúprio Arco de Trajano Arco de Druso Arco de Gêrmanico Pórtico Absidado Quadriga Estátua equestre Fórum de Trajano Mercado de Trajano Biblioteca Úlpia Coluna de Trajano Basílica Úlpia Basílica Argentária Templo de Marte Vingador Templo de Minerva Templo da Paz Fórum de César Templo da Vênus Genetrix Átrio da Liberdade Estátua equestre Fórum Romano Cúria Júlia Basílica Emília Subura Fórum de Nerva Fórum de Augusto Fórum da Paz |